# محمد خليل (فنان فلسطيني)
محمد خليل (1960-) فنان فلسطيني ولد في مدينة الزرقاء في الأردن وهو من قرية الولجة الواقعة بالقرب من بيت لحم، نشأ في مدينة دمشق وأنهى الثانوية العامة عام 1980 من مدارس الزرقاء وحصل على درجة الماجستير في تخصص تقنيات الرسم والحفر والنقش والطباعة من أكاديمية الفنون في مدينة دريدسن في المانيا عام 1988.
حصل على عدة جوائز مثل جائزة هانس غروندش للفنون في المانيا عام 1988 وجائزة لجنة التحكيم الدولية من بينالي الإسكندرية عام 2000.

## سيرته
محمد صالح خليل عاد بعد التخرج من المانيا إلى دمشق ليقدم عرضه الأول في صالة ناجي العلي للفنون، وقام بعدها بشق طريقه إلى نيقوسيا في قبرص للعمل وتمكن من المشاركة في العديد من المعارض الجماعية خلال إقامته فيها، وفي عام 1994 عاد إلى فلسطين وعمل في التدريس في قسم التدريس في جامعة القدس المفتوحة، ودرس في كلية فلسطين التقنية للإناث في رام الله وعمل مديراً فنياً في وزارة الثقافة الفلسطينية بالفترة بين (2004-2020) ، وحصل على الإقامة الفنية في مدينة الفن العالمية باريس عام 2000. قام بتأسيس عدد من المنتديات والجمعيات منها: منتدى الفنانين الشباب، وجمعية منتدى الفنانين الصغار، ومنتدى الفنون البصرية في رام الله عام 2002. ويعمل حالياً محاضراً في كلية الفنون والتصميم والموسيقى في جامعة بيرزيت، وفي مدرسة الفنون البصرية في المنتدى. وأقام معرض بعنوان "بث حي" في المتحف الفلسطيني لينقل لنا الواقع كما هو عارياً من الإضافات وليجسد المجزرة المستمرة في فلسطين منذ عقود مضت عبر لوحات يمكن تذييلها بأي تاريخ نريده.
اعتمد في أسلوبه الفني على مواضيع مختلفة في تجربته الفنية، وكانت المرأة حاضرة بشكل واسع في أعماله، وتفاصيل حياته اليومية التي عاشها في فلسطين وعبر عنها أحياناً بشكل ساخر قريب للكوميديا السوداء، لكنه حافظ على قوة خطوطه وألوانه الصريحة وضربات الريشة العريضة، والتي تبدي تأثره بالتعبيرية الألمانية، حيث مكان دراسته.

## معارضه
شارك في الكثير من المعارض الفردية والجماعية منها:
1. معرض "الواقع"، في قاعة ناجي العلي في سوريا عام 1989.
2. بينالي الإسكندرية الدولي، الدورة العشرين عام 1999.
3. ملتقى التشكيليين العرب في صنعاء عام 2006.
4. معرض صالة دار المشرق في عمان عام 2012.
5. الورشة الفنية، أصيلة، في المغرب عام 2016.
6. ملتقى الفنانين العرب الثاني في الدوحة عام 2018.